# Kościół św. Andrzeja Apostoła w Jaworniku Polskim
Kościół św. Andrzeja Apostoła w Jaworniku Polskim – kościół znajdujący się w województwie podkarpackim, w powiecie przeworskim, w gminie Jawornik Polski, w Jaworniku Polskim.
Zabytkowy zespół w skład którego wchodzi kościół, plebania oraz kaplica grobowa rodziny Gurskich wpisany został do rejestru zabytków nieruchomych województwa podkarpackiego.

## Historia
Kościół zbudowany w latach 1838–1839. Poprzedni drewniany, noszący wezwanie Wniebowzięcia NMP i św. Andrzeja Apostoła rozebrano w XIX wieku . Na cmentarzu grzebalnym znajduje się zabytkowa kaplica grobowa rodziny Gurskich z 1850 roku. Plebania pochodzi z 1917 roku.

## Architektura i wyposażenie
Budynek murowany, jednonawowy z wieżą od frontu, założony na planie krzyża łacińskiego. Prezbiterium węższe od nawy. Ołtarz główny i dwa boczne o cechach późnobarokowych.